# ديمتريوس ألكسندر
ديمتريوس ألكسندر (بالإنجليزية: Demetrius Alexander)‏ مواليد 3 نوفمبر 1975 في سانت لويس، هو لاعب كرة سلة أمريكي معتزل. بدأ مسيرته الاحترافية في سنة 1998. يبلغ طوله 6 قدم 9 بوصة (2.1 م). اعتزل اللعب في 2012. لعب مع أماتوري أوديني وبالونكيستو فوينلابرادا.

## الإنجازات
- دوري لاتفيا لكرة السلة : (2007–08)
- دوري السوبر الأوكراني لكرة السلة : (2009–10)

## روابط خارجية
- ديمتريوس ألكسندر على موقع الدوري الأوروبي لكرة السلة (الإنجليزية)
- ديمتريوس ألكسندر على موقع الدوري الإسباني لكرة السلة (الإسبانية)
- ديمتريوس ألكسندر على موقع كرة السلة الأوروبية.كوم (الإنجليزية)
- ديمتريوس ألكسندر على موقع كلية كرة السلة في سبورتس رفرنس.كوم (الإنجليزية)
- ديمتريوس ألكسندر على موقع ريلجم (الإنجليزية)
- ديمتريوس ألكسندر على موقع بروبوليرز (الإنجليزية)
- ديمتريوس ألكسندر على موقع سبورتس رفرنس (الإنجليزية)